# Den Hielmstierne-Rosencroneske Stiftelse
Den Hielmstierne-Rosencroneske Stiftelse er en dansk fond, der støtter bl.a. videnskab og kunst. Fonden er oprettet den 30. september 1809 af greve Marcus Gerhard Rosencrone og hans hustru grevinde Agnete Marie Rosencrone, født Hielmstierne.